# Asiti de Schlegel
L'asiti de Schlegel (Philepitta schlegeli) és una espècie d'ocell de la família dels filepítids (Philepittidae) que habita els boscos de les terres baixes de l'oest i nord-oest de Madagascar.